# Elaphoglossum hyalinum
Elaphoglossum hyalinum är en träjonväxtart som beskrevs av Hermann Christ. Elaphoglossum hyalinum ingår i släktet Elaphoglossum och familjen Dryopteridaceae. Inga underarter finns listade.